# 4261 Gekko
4261 Gekko eller 1989 BJ är en asteroid i huvudbältet som upptäcktes den 28 januari 1989 av den japanska astronomen Yoshiaki Oshima vid Gekko-observatoriet. Den är uppkallad efter Gekko-observatoriet.
Asteroiden har en diameter på ungefär 6 kilometer och den tillhör asteroidgruppen Agnia.